# 古塞奇尤單抗
古塞奇尤單抗（英語：Guselkumab），商品名特諾雅（英語：Tremfya），用於治疗斑块状银屑病、乾癬性關節炎和溃疡性结肠炎 。它是一個皮下注射的单克隆抗体，可结合并阻断介白素-23。
常见的副作用包括上呼吸道感染。其他副作用包括可能感染、头痛、关节痛、肝脏问题以及疫苗效益下降。孕期的安全性仍不明確。
古塞奇尤單抗于 2017 年在美国和欧洲取得醫疗使用許可 。